# Шупљорога говеда
Шупљорога говеда, шупљорошци, шупљорози, или говеда (лат. Bovidae), су породица сисара из групе преживара. Породица обухвата преко 140 врста, сврстаних у 10 потпородица. Природни ареал породице обухвата четири континента: Северну Америку, Африку, Европу и Азију. Човек је доместификовао неколико врста шупљорожаца (краве, овце, козе, биволе, јака). Од њих користи млеко, месо и кожу.

## Таксономија
Породица Bovidae је смештена у ред Artiodactyla (који укључује једнообразне копитаре). Ова породица обухвата 143 постојеће врсте, што је 55% постојећих копитара и 300 познатих изумрлих врста.
Молекуларним студијама је потврђена монофилија породице Bovidae (групе организама сачињене од предачких врста и свих њихових потомака). Бројне потпородице из породице Bovidae су оспораване, при чему је предлагано чак десет, као и само две потпородице. Међутим, молекуларни, морфолошки и фосилни докази указују на постојање осам различитих потпородица: Aepycerotinae (која се састоји само од инпула), , Antilopinae, Bovinae (говеда, биволи, бизони и друге антилопе), Caprinae (козе, овце), Cephalophinae, Hippotraginae и Reduncinae. Поред тога, познате су три изумрле потпородице: Hypsodontinae (средњи миоцен), Oiocerinae (туролијан) и потпородица Tethytraginae, која садржи род Tethytragus (средњи миоцен).
Године 1992, Алан В. Џентри из Природњачког музејa у Лондону поделио је осам главних потпородица Bovidae у две главне кладе на бази њихове еволуционе историје: Boodontia, која обухвата само Bovinae, и Aegodontia, која обухвата остале потпородице. Припадни прве клада имају донекле примитивне зубе, који подсећају на оне код волова, док припадници друге кладе имају у већој мери напредне зубе, попут оних код коза.
Постоји полемика око признавања Peleinae и Patholopinae, који обухватају родове Pelea и Pantholops, као потпородице. Године 2000, амерички биолог Џорџ Шалер и палеонтолог Елизабет Врба предложили су укључивање Pelea у Reduncinae, иако је сива антилопа, једина врста рода Pelea, морфолошки веома различита од коб антилопе. Ћиру, раније класификован у Antilopinae, касније је смештен у сопствену потпородицу, Pantholopinae. Међутим, молекуларна и морфолошка анализа подржавају укључивање ћируа у Caprinae.
Следећи кладограм је базиран на раду Гејтса et al. (1997) и Џентрија et al. (1997)
|  |  |
|  |  |
|  |  |
|  |  |

|  |  |
|  |  |
|  |  |
|  |  |

|  |  |
|  |  |
|  |  |
|  |  |

|  | \| \| \| \| \| \| \| \| \| \| \| \| |
|  |                                     |
|  |                                     |
|  |                                     |
|  |                                     |
|  |                                     |
|  |                                     |
|  |                                     |
|  |                                     |
|  |                                     |

|  |  |
|  |  |
|  |  |
|  |  |

|  |  |
|  |  |
|  |  |
|  |  |

|  |  |
|  |  |
|  |  |
|  |  |

|  | \| \| \| \| \| \| \| \| \| \| \| \| |
|  |                                     |
|  |                                     |
|  |                                     |
|  |                                     |
|  |                                     |
|  |                                     |
|  |                                     |
|  |                                     |
|  |                                     |

|  |  |
|  |  |
|  |  |
|  |  |

|  |  |
|  |  |
|  |  |
|  |  |

|  |  |
|  |  |
|  |  |
|  |  |

|  |  |
|  |  |
|  |  |
|  |  |

|  | \| \| \| \| \| \| \| \| \| \| \| \| |
|  |                                     |
|  |                                     |
|  |                                     |
|  |                                     |
|  |                                     |
|  |                                     |
|  |                                     |
|  |                                     |
|  |                                     |

|  |  |
|  |  |
|  |  |
|  |  |

|  |  |
|  |  |
|  |  |
|  |  |

|  |  |
|  |  |
|  |  |
|  |  |

|  | \| \| \| \| \| \| \| \| \| \| \| \| |
|  |                                     |
|  |                                     |
|  |                                     |
|  |                                     |
|  |                                     |
|  |                                     |
|  |                                     |
|  |                                     |
|  |                                     |

|  |  |
|  |  |
|  |  |
|  |  |

## Класификација
Породица Bovidae:

### Потпородица Aepycerotinae
- Племе Aepycerotini
  - Род Aepyceros
    - Импала (A. melampus)

### Потпородица Alcelaphinae
Племе Alcelaphini
- Потплеме Alcelaphina
  - Род Alcelaphus
    - Хартбист (A. buselaphus)

  - Род Beatragus
    - Хирола (B. hunteri)

  - Род Connochaetes
    - Белорепи гну (C. gnou)
    - Обични гну (C. taurinus)

  - Род Damalops †
  - Род Damalacra †
  - Род Megalotragus †
  - Род Numidocapra †
  - Род Oreonager †
  - Род Rabaticeras †
- Потплеме Damaliscina
  - Род Damaliscus
    - Бонтебок газела (D. pygargus)
    - Бангвеулски сасаби (D. superstes)
    - Топи антилопа (D. lunatus)

  - Род Paramularius †
  - Род Awashia †

### Потпородица Antilopinae
- Племе Antilopini
  - Род Ammodorcas
    - Кларкова газела (A. clarkei)

  - Род Antidorcas
    - Спрингбок антилопа (A. marsupialis)

  - Род Antilope
    - Јеленска антилопа (A. cervicapra)

  - Род Eudorcas
    - Монгалска газела (E. albonotata)
    - Црвена газела (E. rufina) †
    - Црвеночела газела (E. rufrifrons)
    - Томсонова газела (E. thomsoni)
    - Еритрејска газела (E. tilonura)

  - Род Gazella
    - Gazella psolea (G. psolea) †[17]
    - Арабијска газела (G. arabica) †
    - Индијска газела (G. benettii)
    - Јеменска газела (G. bilkis) †
    - Доркас газела (G. dorcas)
    - Планинска газела (G. gazella)
    - Саудијска газела (G. saudiya) †
    - Спикова газела (G. spekei)
    - Кивијеова газела (G. cuvieri)
    - Римова газела (G. leptoceros)
    - Џејран (G. subgutturosa)
    - Арабијска пешчарска газела (Gazella marica)

  - Род Litocranius
    - Геренук (L. walleri)

  - Род Nanger
    - Сахарска газела (N. dama)
    - Грантова газела (N. granti)
    - Сомалијска газела (N. soemmerringii)

  - Род Procapra
    - Монголска газела (P. gutturosa)
    - Гоа (P. picticaudata)
    - Газела Пржевалског (P. przewalskii)
- Племе Saigini
  - Род Saiga
    - Сајга (S. tatarica)
- Племе Neotragini
  - Род Dorcatragus
    - Бејра (D. megalotis)

  - Род Madoqua
    - Гинтеров дик-дик (M. guntheri)
    - Кирков дик-дик (M. kirkii)
    - Сребрни дик-дик (M. piacentinii)
    - Салтов дик-дик (M. saltiana)

  - Род Neotragus
    - Бејтсова патуљаста антилопа (N. batesi)
    - Суни (N. moschatus)
    - Патуљаста антилопа (N. pygmaeus)

  - Род Oreotragus
    - Антилопа камењарка (O. oreotragus)

  - Род Ourebia
    - Ориби (O. ourebi)

  - Род Raphicerus
    - Стинбок (R. campestris)
    - Јужни грисбок (R. melanotis)
    - Северни грисбок (R. sharpei)

### Потпородица Bovinae
- Племе Boselaphini
  - Род Tetracerus
    - Четворорога антилопа (T. quadricornis)

  - Род Boselaphus
    - Нилгај (B. tragocamelus)
- Племе Bovini
  - Род Bubalus
    - Водени биво (B. bubalis)
    - Индијски биво (B. arnee)
    - Низијска аноа (B. depressicornis)
    - Планинска аноа (B. quarlesi)
    - Тамару (B. mindorensis)
    - Себуански тамару (B. cebuensis) †

  - Род Bos
    - Тур (B. primigenius) †
    - Бантенг (B. javanicus)
    - Гаур (B. gaurus)
    - Гајал (B. frontalis)
    - Јак (B. grunniens)
    - Bos palaesondaicus (B. palaesondaicus) †[17]
    - Домаће говедо (B. taurus)
      - Домаће говедо (B. taurus taurus)
      - Зебу (B. taurus indicus)

    - Купреј (B. sauveli)

  - Род Pseudoryx
    - Сиола (P. nghetinhensis)

  - Род Syncerus
    - Афрички биво (S. caffer)

  - Род Bison
    - Амерички бизон (B. bison)
    - Европски бизон (B. bonasus)
    - Bison priscus (B. priscus) †[17]
    - Bison antiquus (B. antiquus) †[17]
    - Дугороги бизон (B. latifrons) †[17]

  - Род Pelorovis †
    - Pelorovis antiquus (P. antiquus †[17]
- Племе Strepsicerotini
  - Род Tragelaphus
    - Бонго (T. eurycerus)
    - Велики куду (T. strepsiceros)
    - Tragelaphus scriptus (T. scriptus)
    - Tragelaphus sylvaticus (T. sylvaticus)
    - Мали куду (T. imberbis)
    - Планинска њала (T. buxtoni)
    - Њала (T. angasii)
    - Ситатунга (T. spekeii)

  - Род Taurotragus
    - Еланд антилопа (T. oryx)
    - Џиновска еланд антилопа (T. derbianus)

### Потпородица Caprinae
- Племе Ovibovini
  - Род Budorcas
    - Такин (B. taxicolor)

  - Род Ovibos
    - Мошусно говече (O. moschatus)
- Племе Caprini
  - Род Ammotragus
    - Берберска овца (A. lervia)

  - Род Arabitragus
    - Арабијски тар (A. jayakari)

  - Род Capra
    - Западнокавкаски тур (C. caucasica)
    - Вијорога коза (C. falconeri)
    - Дивља коза (C. aegagrus)
      - Домаћа коза (C. aegagrus hircus)

    - Алпски козорог (C. ibex)
    - Нубијски козорог (C. nubiana)
    - Иберијски козорог (C. pyrenaica)
    - Сибирски козорог (C. sibirica)
    - Етиопски козорог (C. walie)

  - Род Hemitragus
    - Хималајски тар (H. jemlahicus)

  - Род Ovis
    - Аргали (O. ammon)
    - Домаћа овца (O. aries)
    - Амерички муфлон (O. canadensis)
    - Долова овца (O. dalli)
    - Муфлон (Ovis orientalis orientalis група)
    - Уриал (Ovis orientalis vignei група)
    - Снежна овца (O. nivicola)

  - Род Nilgiritragus
    - Нилгиријски тар (N. hylocrius)

  - Род Pseudois
    - Барал (P. nayaur)
    - Патуљасти барал (P. schaeferi)
- Племе Naemorhedini
  - Род Capricornis
    - Јапански серов (C. crispus)
    - Обични серов (C. sumatraensis)
    - Тајвански серов (C. swinhoei)
    - Кинески серов (C. milneedwardsii)
    - Црвени серов (C. rubidus)
    - Хималајски серов (C. thar)

  - Род Nemorhaedus
    - Црвени горал (N. baileyi)
    - Кинески горал (N. griseus)
    - Хималајски горал (N. goral)
    - Дугорепи горал (N, caudatus)

  - Род Oreamnos
    - Планинска коза (O. americanus)

  - Род Rupicapra
    - Апенинска дивокоза (R. pyrenaica
    - Дивокоза (R. rupicapra)

### Потпородица Cephalophinae
- Род Cephalophus
  - Аботов дујкер (C. spadix)
  - Адерсов дујкер (C. adersi)
  - Заливски дујкер (C. dorsalis)
  - Црни дујкер (C. niger)
  - Црночели дујкер (C. nigrifrons)
  - Бруков дујкер (C. brookei)
  - Харвијев дујкер (C. harveyi)
  - Џентинков дујкер (C. jentinki)
  - Огилбијев дујкер (C. ogilbyi)
  - Петеров дујкер (C. callipygus)
  - Црвени дујкер (C. rufilatus)
  - Наталски дујкер (C. natalensis)
  - Рувензоријски дујкер (C. rubidis)
  - Вејнсов дујкер (C. weynsi)
  - Белопојасни дујкер (C. leucogaster)
  - Белоноги дујкер (C. crusalbum)
  - Жутолеђи дујкер (C. silvicultor)
  - Зебрасти дујкер (C. zebra)
- Род Philantomba
  - Плави дујкер (P. monticola)
  - Максвелов дујкер (P. maxwellii)
  - Волтерова антилопа (волтеров дујкер) (P. walteri)
- Род Sylvicapra
  - Обични дујкер (S. grimmia)

### Потпородица Hippotraginae
- Род Hippotragus
  - Коњска антилопа (H. equinus)
  - Сабљаста антилопа (H. niger)
  - Плава антилопа (H. leucophaeus) †
- Род Oryx
  - Источноафрички орикс (O. beisa)
  - Сахарски орикс (O. dammah)
  - Орикс антилопа (O. gazella)
  - Арабијски орикс (O. leucoryx)
- Род Addax
  - Адакс антилопа (A. nasomaculatus)

### Потпородица Pantholopinae
- Род Pantholops
  - Ћиру (P. hodgsonii)

### Потпородица Peleinae
- Род Pelea
  - Сиви рибок или сиви рибак (P. capreolus)

### Потпородица Reduncinae
- Род Kobus
  - Апембанска лечва (K. anselli)
  - Мочварна антилопа (K. ellipsiprymnus)
  - Коб антилопа (K. kob)
  - Лечва (K. leche)
  - Нилска лечва (K. megaceros)
  - Пуку (K. vardonii)
- Род Redunca
  - Јужни ридбак (R. arundinum)
  - Планински ридбак (R. fulvorufula)
  - Бохор ридбак (R. redunca)